# Saint-Julien-sur-Dheune
Saint-Julien-sur-Dheune é uma comuna francesa na região administrativa de Borgonha-Franco-Condado, no departamento Saône-et-Loire. Estende-se por uma área de 5,26 km². Em 2010 a comuna tinha 253 habitantes (densidade: 48,1 hab./km²).